# لوون استپانیان (فرد نظامی)
لوون ولادیمیری استپانیان (ارمنی: Լևոն Վլադիմիրի Ստեփանյան؛ زادهٔ ۲۸ ژوئیهٔ ۱۹۵۰) یک فرد نظامی و سیاستمدار اهل ارمنستان است که  از تاریخ ۱۹۹۰ تا تاریخ ۱۹۹۵ سمت نمایندگی دوره اول شورای عالی جمهوری ارمنستان را برعهده داشت. وی از تاریخ ۱۹۹۳ تا تاریخ ۲۰۰۳ سمت فرماندهی نیروهای مرزبانی ارمنستان را برعهده داشت.

## زندگی‌نامه
در ۲۸ ژوئیهٔ ۱۹۵۰ در کریم بی‌لی به دنیا آمد و از آکادمی نظامی-سیاسی لنین فارغ‌التحصیل شد. وی همچنین برنده مدال مارشال باقرامیان () شده است.

## یادداشت
1. ↑  Մոսկվայի Լենինի անվան ռազմաքաղաքական ակադեմի